# Текстура осадових порід сітчаста

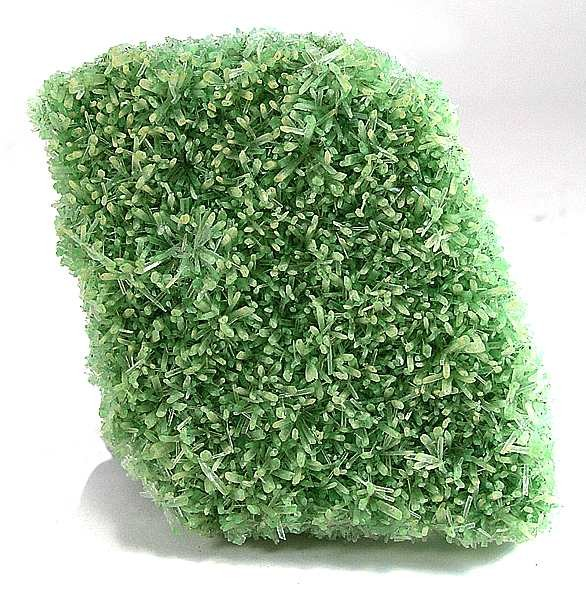
Гіпс.

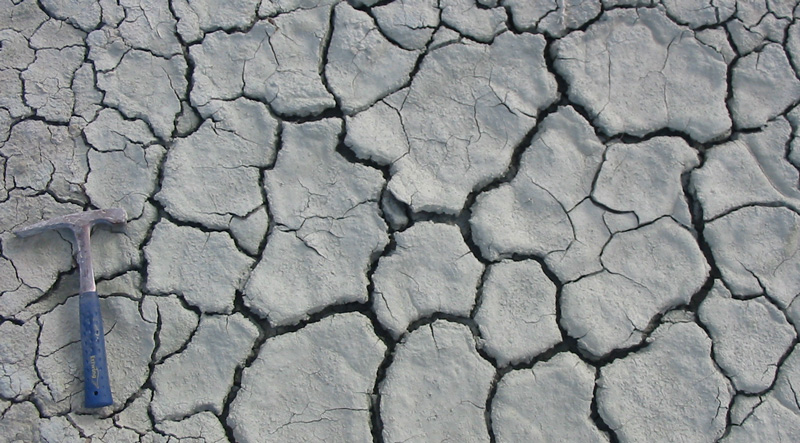
Сітчасті глини.

Текстура осадових порід сітчаста – різновид текстури гірських порід.  Текстура, яка характеризується наявністю сіткоподібного упорядкування мінеральних, органічних та ін. компонентів осадових порід. 
Приклади: 
- 1. Структура карбонатних порід, яка складається з великих зерен кальциту, що включають різно-орієнтовані дрібні зерна доломіту;
- 2. Кристалічнозернистий ґіпс, в якому у тріщинах, що перетинаються, утворюється паралельноволокнистий ґіпс.
- 3. Сітчасті глини - глини, які виникають, зокрема, при періодичному висиханні глинистого осаду в процесі утворення і заповненням тріщин висихання новим (іншим) глинистим матеріалом; сітчаста текстура осадових порід може бути обумовлена сіткою коренів рослин.